# Tsandzile Dlamini
Tsandzile Dlamini   (segle XX) és una princesa d'Eswatini que actualment exerceix com a ministra d'Afers Interns.
Dlamini és filla del rei Sobhuza II i Inkhosikati Gogo Mngometulu i la germana petita del rei Mswati III. És llicenciada en psicologia per Boston i té un màster en Administració d'Arxius de l'Índia.
Dlamini treballava com a arxivera. Va ser nomenada membre de la Cambra de l'Assemblea d'Eswatini el 2003, un dels deu nomenaments permesos constitucionalment per part del rei, juntament amb altres dos germans. L'any 2008 va ser nomenada ministra de Recursos Naturals i Energia. El 2010, va ser un dels ministres nomenats als quals se'ls va permetre comprar "terra de la corona" per sota del valor de mercat en un "acord de terres qüestionable". El 4 de novembre de 2013 va ser nomenada ministra d'Afers Interiors.
Dlamini està casada amb Musa Mdluli des de 1989 i tenen dos fills. El 2016, el rei va rebre un regal de 140 animals de bestiar com a dot per a ella.